# Flubber
Flubber (v anglickém originále Flubber) je americký rodinný film z roku 1997. Režisérem filmu je Les Mayfield. Hlavní role ve filmu ztvárnili Robin Williams, Marcia Gay Harden, Jodi Benson, Christopher McDonald a Ted Levine.

## Obsazení
| Robin Williams                    | Philip Brainard    |
| Marcia Gay Harden                 | Sara Jean Reynolds |
| Jodi Benson                       | hlas Weebo         |
| Christopher McDonald              | Wilson Croft       |
| Ted Levine                        | Wesson             |
| Clancy Brown                      | Smith              |
| Scott Martin Gershin/Frank Welker | hlas Flubber       |
| Raymond J. Barry                  | Chester Hoenicker  |
| Wil Wheaton                       | Bennett Hoenicker  |